# Benoît Quennedey
Benoît Quennedey, né à Dijon en 1976, est un haut fonctionnaire au Sénat et essayiste français. Il est président de l'Association d'amitié franco-coréenne de 2017 à 2023, et est l'auteur de deux ouvrages sur la Corée du Nord.

## Biographie

### Jeunesse et études
Benoît Quennedey naît à Dijon en 1976. Il est diplômé de l'Institut d'études politiques de Paris en 1998. Il effectue plusieurs séjours en Corée du Nord puis en Corée du Sud et se passionne pour ces deux pays. Ses parents sont chercheurs au CNRS.
Il intègre ensuite l'École nationale d'administration (promotion René Cassin, 2001-2003).

### Parcours professionnel
À sa sortie de l'ENA, déçu des postes que lui offre son rang au classement de sortie, il décide de passer le concours d'administrateur du Sénat qu'il rejoint en avril 2003 et où il est administrateur de la division administrative et financière de la direction de l'architecture, du patrimoine et des jardins,,,. Il est suspendu de ses fonctions au Sénat le 26 novembre 2018 pendant le déroulement d'une enquête le visant, puis est réintégré à son poste en 2022 au dénouement de celle-ci. Bien qu'il ait été innocenté, le Sénat décide de sa mise à la retraite d'office le 19 janvier 2023,,, décision contre laquelle il engage un recours contentieux fin mars 2023. La mise à la retraite d'office est suspendue par le tribunal administratif de Paris le 16 mai 2023,. Le Sénat conteste cette décision et obtient gain de cause devant le Conseil d'État, qui confirme la mise à la retraite de Benoît Quennedey en octobre 2023.
Il dispense des cours de préparation aux grandes écoles de l'administration de novembre 2018 à la mi-2022, pendant ses trois ans et demi de suspension.

### Activités

#### Parti radical de gauche
Il est membre du Parti radical de gauche (PRG) jusqu'en 2017, dont il a été un secrétaire national. Il est exclu des Radicaux de gauche (LRDG, nés du PRG) à la suite des révélations publiques d'une enquête judiciaire le visant.

#### Corée du Nord
Il est intéressé par la Corée du Nord depuis les années 1990 lors de ses études à Sciences Po.
En 2005, il devient membre de l’Association d’amitié franco-coréenne,, grâce à l'incitation d'un ancien sénateur, André Aubry. Il crée la branche régionale de l'AAFC en Bourgogne et en est président. Il devient vice-président, avant de devenir président de l'association au niveau national en avril 2017. Il participe régulièrement à des émissions de télévision, notamment sur France 24 et sur la chaîne russe RT France,, et à des réunions publiques pour donner sa vision des deux Corées,.
Il effectue huit voyages en Corée du Nord, de 2005 à 2018, dont notamment un où il assiste le 9 septembre 2018 au défilé militaire pour le 70e anniversaire de la création de la RPDC.

#### Autres activités
Il déclare être membre de l'association franco-vietnamienne et rédacteur en chef de la revue Perspectives Vietnam édité par la même association.
Il déclaré avoir été membre de l'association franco-mongole.
Il serait membre d'un « comité international pour les libertés politiques en Corée du Sud ».
Il est trésorier de l'Association pour la sauvegarde de la maison de Saint-Just,,. Il est actif contre la fermeture du cinéma La Clef à Paris et le service des urgences de l'Hôtel-Dieu de Paris. Il est trésorier de l'association Protection des océans.

## Affaire judiciaire

### Ouverture d'une enquête pour espionnage
Le 13 mars 2018, le parquet de Paris ouvre une enquête préliminaire sur Benoît Quennedey,.
Benoît Quennedey est arrêté le 25 novembre 2018 au soir à Dijon, soupçonné d'espionnage pour le compte de la Corée du Nord, et il est placé en garde à vue dans les locaux de la DGSI,.
Le 26 novembre 2018, son bureau du Sénat, son domicile à Paris et le domicile de ses parents à Dijon sont perquisitionnés,,.
Suspendu de ses fonctions le 27 novembre, il est mis en examen le 29 novembre pour « collecte et transmission à une puissance étrangère d'éléments mettant en cause les intérêts fondamentaux de la Nation »,. Durant cette enquête il est placé sous contrôle judiciaire, et il lui est interdit d’exercer sa profession et de quitter le territoire.
L'accusation soupçonne une potentielle transmission de documents sensibles. L'enquête se porte sur ses relations avec des Nord-Coréens en France, notamment des membres de service de renseignement nord-coréen de la représentation nord-coréenne à Paris et sur ses relations avec deux Français, supposés être ingénieur en armement et expert en cryptologie.

### Clôture des poursuites sur un non-lieu
En novembre 2021, le parquet de Paris requiert un non-lieu,, évènement qui inflige à la DGSI un revers rare.
La justice prononce un non-lieu le 29 avril 2022,,, attestant qu'il n'y avait aucune preuve qu'il ait dévoilé des informations à la Corée du Nord.

## Ouvrages
Il a publié deux ouvrages présentant la Corée du Nord sous un jour favorable. Le premier est publié en 2013, c'est un essai sur l'économie du pays. Le second a été publié en 2017.
- Benoît Quennedey, L'économie de la Corée du Nord en 2012 : Naissance d'un nouveau dragon asiatique ?, Les Indes savantes, 2013.
- Benoît Quennedey, La Corée du Nord, cette inconnue : un essai de décryptage de la République populaire démocratique de Corée, Delga, 2017.